# Фиронов, Александр Викторович
Алекса́ндр Ви́кторович Фиро́нов — российский актёр театра и кино, режиссёр. Известность получил после съемок в телесериале "Солдаты" (2-8 сезоны), где сыграл роль рядового (затем младшего сержанта) Кирилла Нестерова. 

## Биография
Родился 26 января 1983 года в Дубне (Московская область). Учился в театре-студии Н. Матюшевской, в 2004 году окончил РАТИ-ГИТИС (курс Г. Хазанова) по специальности «актёр театра и кино», потом поступил на режиссёрский факультет ВГИК (мастерская Е. Калиберды и О. Горностаевой).
С 2016 года Александр Фиронов не снимается.

## Роли в театре[1]
Центр драматургии и режиссур
- 2004 — Фаза быстрого сна

## Фильмография
Как актёр
- 2003 — Саша+Маша — Демьян
- 2004 — Солдаты 2 — рядовой Кирилл Нестеров[2]
- 2004 — Солдаты. С 23 февраля! (спецвыпуск) — рядовой Кирилл Нестеров
- 2004 — Легенда о Кащее, или В поисках тридевятого царства — эпизодическая роль
- 2005 — Солдаты 3-5 — рядовой/младший сержант Кирилл Нестеров
- 2006 — Солдаты 6-8 — младший сержант Кирилл Нестеров
- 2007 — Солдаты 12 — Кирилл Нестеров (в 50-й серии)
- 2012 — Детка — Игнат
- 2013 — Реальные пацаны (5 сезон) — официант (в одном эпизоде)

Как режиссёр
- 2007 — Ирония судьбы. Продолжение — ассистент режиссёра
- 2008 — Новая Земля — ассистент режиссёра
- 2008 — Переоценка — режиссёр
- 2011 — Чужие крылья — режиссёр